# Nesopetinus pallidus
Nesopetinus pallidus är en skalbaggsart som beskrevs av Sharp 1908. Nesopetinus pallidus ingår i släktet Nesopetinus och familjen glansbaggar. Inga underarter finns listade i Catalogue of Life.